# San Martino Collio
San Martino Collio, in passato San Martino di Quisca o San Martino (in sloveno Šmartno v Brdih, in passato Sveti Martin, in tedesco Sankt Martin, desueto) è una frazione del comune di Collio, al centro del Collio sloveno.
La località è situata nella parte centrale del Collio sloveno a 259,1 metri s.l.m. ed a 5,6 chilometri dal confine italiano. L'insediamento (naselja) è costituito anche dall'agglomerato di Travnik.

## Storia
Dopo la caduta dell'Impero romano d'Occidente, e la parentesi del Regno ostrogoto, i Longobardi si insediarono nel suo territorio, seguiti poi attorno al VI secolo da popolazioni slave. Fu così che tutto il Collio entrò a far parte del Ducato del Friuli. Alla caduta del Regno longobardo subentrarono quindi i Franchi; nell'887 Arnolfo, Re dei Franchi orientali, istituì la marca di Carniola; tra il 952 e il 957 il Patriarcato di Aquileia (assieme a Istria, Carinzia e Carniola) passò sotto l'autorità del Duca di Baviera e poi nel 976 nel Ducato di Carinzia appena costituito dall'imperatore Ottone II.

Tutto il Collio restò in mani patriarcali fino al 1300 quando la sua parte orientale venne annessa dalla Contea di Gorizia, mentre la sua parte occidentale (comprendente anche San Lorenzo di Brizza, San Lorenzo di Nèbola (Šlovrenc) e la maggior parte di Nèbola) rimase ai Patriarchi e passando a sua volta, dopo il 1420, sotto l'autorità della Repubblica di Venezia. L'insediamento (naselje) sorse nella prima metà del XVI secolo sulle rovine di una base militare romana ed intorno alla chiesa, un grande centro abitato – una fortezza medievale, chiamata Tabor, dove all'epoca delle incursioni turche la gente trovò riparo. Il paese sulla sommità di una collina con una cinta muraria e con dei torrioni viene menzionato per la prima volta nel 1317.

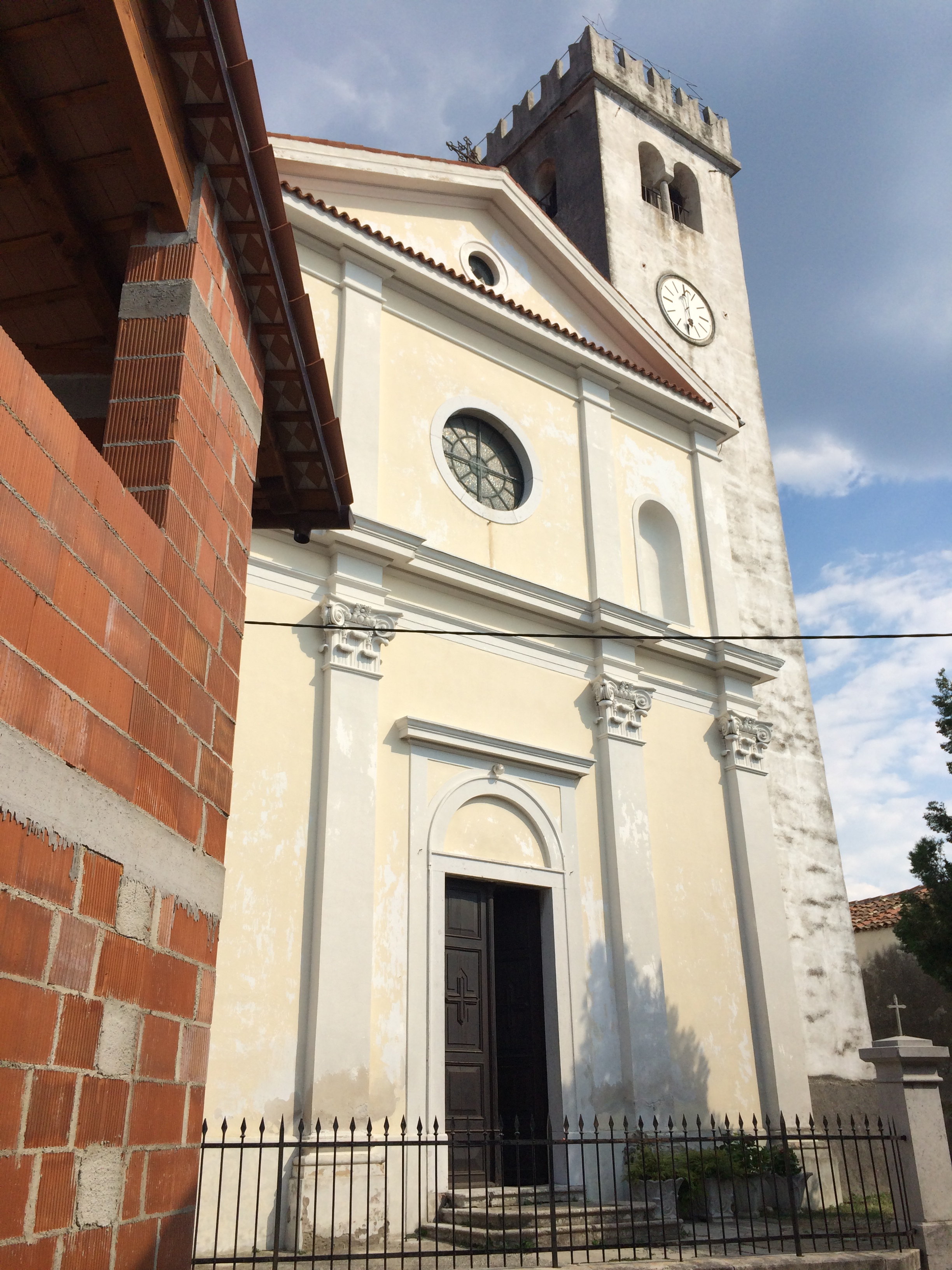
Chiesa dedicata a San Martino

Nel 1500 gli Asburgo s'impossessano della Contea di Gorizia, di cui San Martino faceva parte, e quindi di territori fortemente ambiti dalla Serenissima la quale mirava ad espandersi ad est dell'Isonzo; l'assetto territoriale tra le due potenze, stabilito dal Trattato di Noyon (1516) e sancito da quello di Worms (1521), diede luogo a una linea di confine tortuosa ed incerta, con enclavi arciducali in territorio veneziano e viceversa; anche la pace firmata a Madrid dopo la sanguinosa Guerra di Gradisca ristabilì con meticolosa precisione il confine preesistente.
Con la Convenzione di Fontainebleau del 1807, passò, per un breve periodo fino al 1814, assieme a tutti i territori sulla sponda destra del fiume Isonzo, nel Regno d’Italia napoleonico sotto il Dipartimento di Passariano.
Col Congresso di Vienna nel 1815 rientrò in mano austriaca nel Regno d'Illiria; passò in seguito sotto il profilo amministrativo al Litorale austriaco nel 1849, sempre come comune autonomo. All'epoca della costituzione del comune catastale di San Martino, esso comprendeva gli insediamenti di Imegna (Imenje), Gugnaz (Gunjace), Quisca (Kviško o Kojsko), Senesalina (Snežatno), Cum (Hum), Brestia (Brestje) e Vercoglia (Verhovlje o Vrhovlje). In seguito il comune venne ridenominato, ancora sotto dominio asburgico, San Martino-Quisca, e ad esso vennero aggregati anche i comuni catastali di Cosana (Kozana), Visnovicco (Višnjevik) (anticamente Visnivico) e Vipulzano (Vipolže).
Dopo la prima guerra mondiale, fu comune della provincia del Friuli per poi passare, nel 1927, alla ricostituita Provincia di Gorizia restando sempre capoluogo comunale. Nel 1928 assorbì il comune di San Floriano del Collio. Il territorio del comune in seguito a questa modifica territoriale comprendeva, oltre ai centri di Gugnazze (Gonjače) e Imegna (Imenje), le frazioni di: Quisca (Kojsko), col centro di Senesalina (Snežatno); San Floriano/San Floriano del Collio (Št. Ferjan); Cerovo Superiore/Cerò di Sopra (Gorenje Cerovo); Cerovo Inferiore/Cerò di Sotto (Dolenje Cerovo); Vipulzano (Vipolže); Cosana/Cosana del CòIlio (Kozana); Vedrignano (Vedrijan); Visnovicco (Višnjevik) (anticamente Visnivico), col centro di Gradina (Gradno); Cràsno/Crasèna Furlana (Krasno); Vercoglie/Vercòglie di Quisca (Vrhovlje).
Fu soggetto alla Zona d'operazioni del Litorale adriatico (OZAK) tra il Settembre 1943 e il 1945 e tra il 1945 e il 1947, trovandosi a ovest della Linea Morgan, fece parte della Zona A della Venezia Giulia sotto il controllo Britannico-Americano del Governo Militare Alleato (AMG); passò poi alla Jugoslavia e quindi alla Slovenia, ad eccezione di buona parte dell'ex-comune di San Floriano del Collio, che rimase all'Italia, venendo aggregato al comune di Capriva del Friuli, fino ad esser nuovamente costituito in comune autonomo nel 1951.